# Simcity 3000
SimCity 3000 (SC3K) utkom 1999 och är det tredje datorspelet i SimCity-serien. Spelet släpptes av Electronic Arts och utvecklades av Maxis.
Spelet innehöll flera skillnader jämfört med föregångaren, bland annat så kunde man bygga ett flertal kända byggnader som till exempel Eiffeltornet och Alcatraz.
Spelet fick senare en expansionspack som heter World Edition & Unlimited.

## Utvecklingen
Tidigt under utvecklandet presenterades storslagna planer om ett spel i 3D med möjlighet till oanad detaljstyrning. Det mesta av detta gick dock om intet och spelet påminner om föregångaren SimCity 2000, med en mjukare grafisk stil, men ändå mycket mer snarlikt än vad som först hade utlovats.

## Nya funktioner
I denna utgåva av SimCity får man chansen att verkligen lyssna på sina invånare och arbetskamrater i stadshuset i form av "frågeställningar" och andra meddelanden som hade värdefulla tips om vad av budgeten som skulle sparas till vad.
En utökad funktion är funktionen av en stads grundpelare; el, avfall, vattenförsörjning och inflyttningen av både statliga och privata inkomstkällor. (Både bra och dåliga). Om man har ett extremt överflöd av t.ex. soptippar eller förbränningsugnar kan man vid sammanslagning av tåg-/vägnätverk med grannstäderna få sopor tillskickade, mot betalning. Detta är en god inkomstkälla, men kräver utrymme och skapar luft och vattenföroreningar. Detsamma gäller färskvattnet, som vid koppling av ledningarna med grannen kan delas med. Det mest lukrativa av dessa inkomstkällor är elförsörjningen. Vid tillräckligt många kraftverk, och vid placering av sådana långt från invånarna skapar man en anslutning med grannarna och kan tjäna stora pengar.
Nackdelen med detta är att man alltid måste se till att försörjningen av inkomstkällorna räcker till, en straffkostnad slår tillbaka mot budgeten i dessa fall och skapar oreda mot en kanske redan ansträngd arbetsplan.
Har man gott om pengar, kan man låta sina grannar ta hand om ens sopor samt öppna kranen för färskvatten till sig. Detta gäller även elektriciteten, som i ansträngd och liten yta kan vara bra.

## Staden växer
Allt eftersom staden växer kommer erbjudanden om exempelvis en Industriell avfallsplats, högsäkerhetsfängelse, kasino, forskningscenter för medicin, Armébas etc. Allt detta beror på vilka förordningar man satt, vilka skatter man har åt olika målgrupper samt storleken på staden. Alla dessa skapar god ekonomi för ens budget, men problem i vissa fall i och med impopularitet, föroreningar, oväsen samt annat. Man måste välja med omsorg, och allt ut efter sin samhällsideologi.
Ju mer staden växer, och stadens ekonomi skapar god kemi ökar eller minskar landvärdet enormt på alla platser. Bostadsområden, de glesa man byggde i början kan många gånger utvecklas till rena lyxpalats med välklippta gräsmattor och tennisbanor. Allt beror på markvärdet.
En bit in i spelet kan staden drabbas av olika olyckor och katastrofer, den kan drabbas av bränder, upplopp, jordbävning, tornador och fientliga rymdskepp.
Man kan också själv utlösa dessa farsoter. Det gäller att ha planerat för detta och byggt brandstationer, polisstationer och betalt försäkringen mot naturkatastrofer. Även kometer kan ramla ned i din stad, med stor förödelse som följd.
Bränder kan drabba vilken byggnad som helst, jordbävningar förstör vägar, tunnelbanor vattenledningar och byggnader. Tornador förstör byggnader och vägar. Utomjordingarna tycks föredra kraftverken som de förstör. Kometerna är mer slumpvisa och kan ramla ned varsomhelst.
I inledningsskedet av spelet, när man gör en planering av ytan man skall bygga staden på, kan man välja bort dessa naturkatastrofer.